# Samuel Solleiro

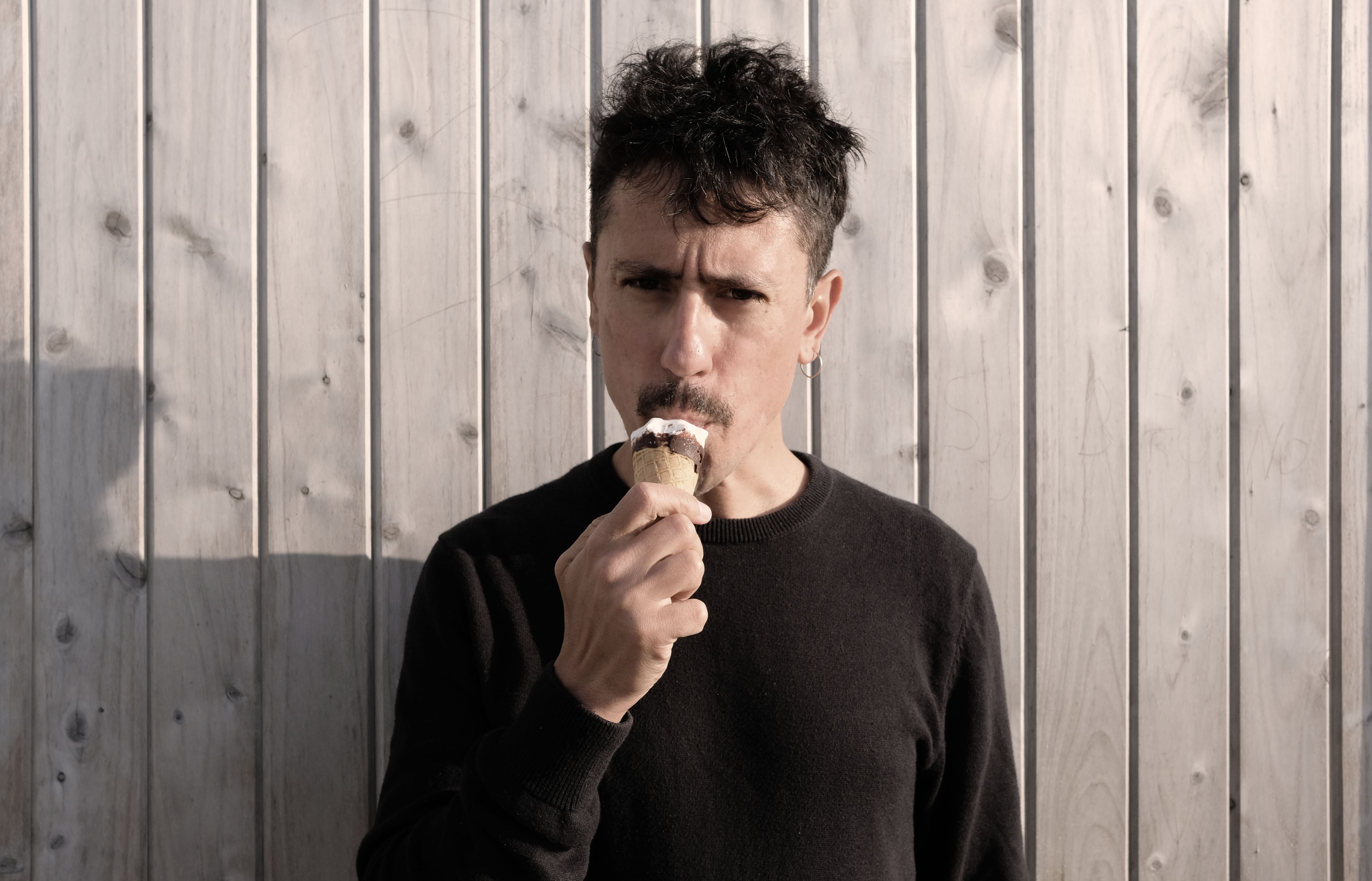
Samuel Solleiro en 2019, foto promocional de 'O mundo dos vivos.

Samuel Solleiro González, (Tuy, 7 de junio de 1982) es un escritor, traductor y músico español.

## Trayectoria

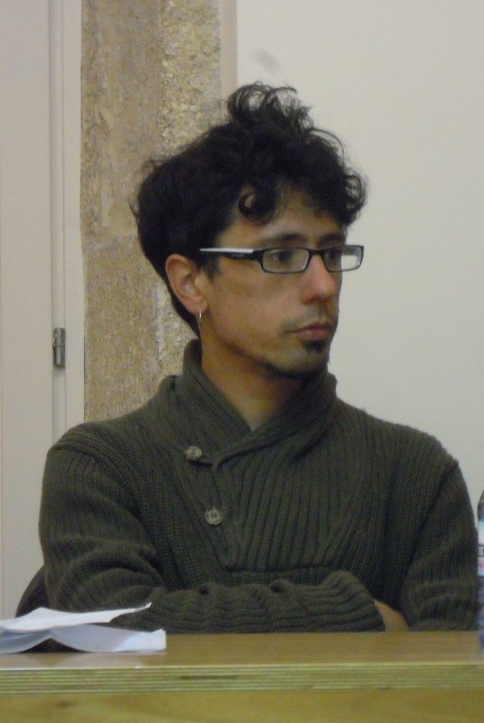
Samuel Solleiro en 2012 en la presentación de Gran tiburón branco.

Escritor desde muy joven, tiene publicados varios libros de narrativa breve y poesía, además de textos dispersos en diferentes publicaciones (entre ellas, Grial, Boletín Galego de Literatura o El País, así como una plaquette traducida del poeta catalán Enric Casasses en la revista Dorna). Publicó trabajos de crítica literaria en la extinta Cartafol de libros de Vieiros entre 2005 y 2007 y en el suplemento ProTexta de la revista Tempos Novos a partir de 2008.
Solleiro es licenciado en Antropología y Filología. Es guitarrista y bajista del grupo musical Ataque Escampe y socio fundador de la desaparecida Estaleiro editora. Actualmente se dedica profesionalmente a la traducción. Vivió en Tuy, Santiago de Compostela, Barcelona, Sainte-Anne (Guadalupe, Antillas francesas), Valença do Minho (Portugal) y Le Mans (Francia). Desde 2015 vive en La Coruña.

## Obras

### Narrativa
- Elexías a deus e ao diaño, 2001, Xerais (traducido al castellano en Lengua de Trapo en 2007 bajo el título Elegías a Dios y al Diablo).
- Dz ou o libro do esperma, 2006, Xerais.
- Gran tiburón branco, 2012, Xerais.
- Relatos americanos (con Roi Vidal e Miguel Mosqueira), 2015, Ataque Escampe.

### Poesía
- Punk, 2013, Corsárias.
- O mundo dos vivos, 2019, Chan da Pólvora.

### Traducción
- O demo no corpo de Raymond Radiguet (Irmás Cartoné, 2016)
- Vidas imaxinarias de Marcel Schwob (Editorial Aira, 2017)

### Obras colectivas
- Pirata, 2007, Cineclube de Compostela.
- Letras novas, 2008, Asociación de Escritores en Lengua Gallega.
- Entre dous séculos. Actas do III encontro de novos escritores/as, 2009, Asociación de Escritores en Lengua Gallega.
- Non conciliados. Argumentos para a resistencia cultural, 2010, Cineclube de Compostela.
- XXIV festival da poesia no Condado. Língua e serviços em mao comum, 2011, S. C. D. Condado.
- Versus cianuro. Poemas contra a mina de ouro de Corcoesto, 2013, A. C. Caldeirón.
- 13. Antoloxía da poesía galega próxima, 2017, Chan da Pólvora.

## Premios
- Ganador del Certamen Manuel Murguía de narraciones breves en el 2009, por Caída de Abraham Rosenblath.